# Mahasamut Boonyaruk
Mahasamut Boonyaruk (en thaï : มหาสมุทร บุณยรักษ์ / Bunyyaraksh Mahasmut / Mahasmut Bunyaraksh), né le 7 février 1980 en Thaïlande, est un musicien, chanteur et acteur thaïlandais,.
Il est chanteur et guitariste du groupe Saliva bastards (ซาไลวาบาสตาดส์).

## Filmographie[7]
- 2004 : Citizen Dog[8]
- 2006 : The Letters of Death (เดอะเลตเตอร์ เขียนเป็นส่งตาย)

## Liens externes

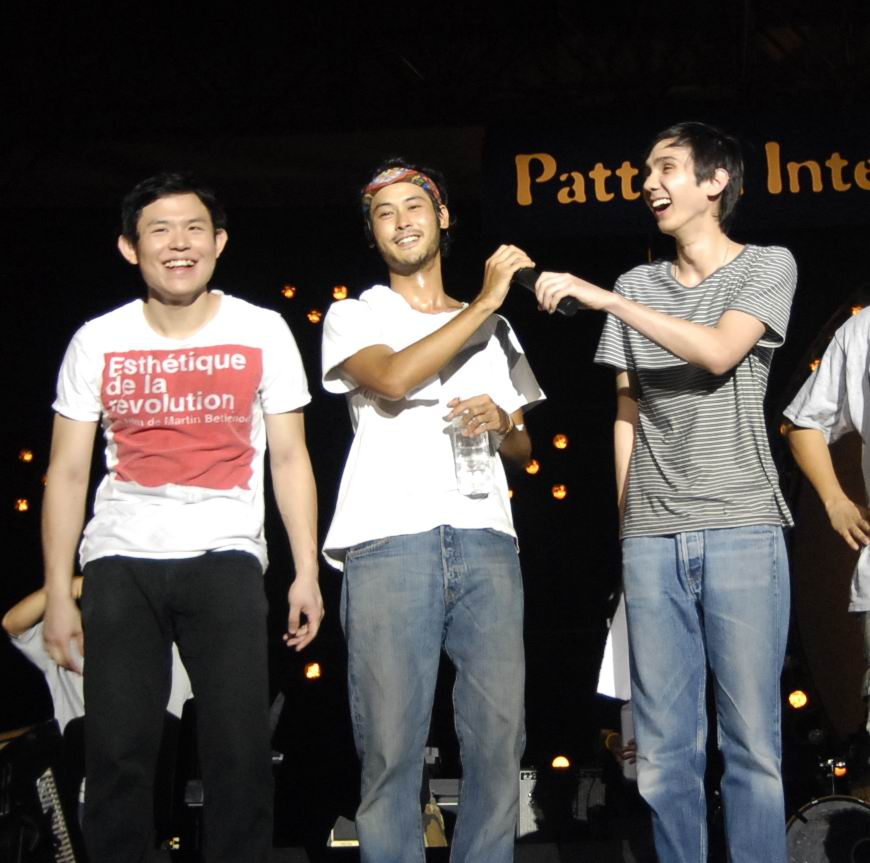
Saliva Bastards au festival de musique de Pataya 2007